# Pedro Morales Mansilla
Pedro Antonio Morales Mansilla (Huancayo, 8 de febrero de 1952) es un ingeniero y político peruano. Fue congresista de la república en 2 periodos y alcalde de Huancayo desde 1989 hasta 1998 por el partido Acción Popular.

## Biografía
Nació en la ciudad de Huancayo, el 8 de febrero de 1952. Es hijo de Pedro Morales Zúñiga y de Afrodisia Mansilla.
Realizó sus estudios primarios en la Escuela Mixta N.º 5155 del anexo Paccha del distrito de El Tambo y en el Instituto Experimental N° 10 "Faustino Sánchez Carrión" de Huancayo. Los estudios secundarios los cursó en la Gran Unidad Escolar Santa Isabel de Huancayo y en el Colegio Militar Leoncio Prado de la ciudad de Lima.
Estudió ingeniería química hasta el quinto año en la Universidad Nacional del Centro del Perú. Es magíster en Gobernabilidad y Asuntos Electorales por el Instituto  "José Ortega y Gasset" adscrito a la Universidad Complutense de Madrid y en la Escuela Electoral y de Gobernabilidad del Jurado Nacional de Elecciones y la Universidad de Piura.
Contrajo matrimonio en 1977 con Aurora Miranda Romero, con quien tiene 4 hijos: Sandra, Silvia, Pedro Enrique y Pedro Antonio.  
En 1988 crea el Frente Cívico de Defensa del departamento de Junín para defender los derechos de los usuarios y consumidores  de los servicios públicos.

## Vida política
Pedro Morales se inició en la política como militante del partido Acción Popular fundado por el expresidente Fernando Belaúnde Terry. Su primera elección política fue como regidor de la Municipalidad Provincial de Huancayo en las elecciones municipales de 1980 y en las elecciones de 1983.  
Intentó ser diputado en 1985, sin embargo, no resultó elegido.

### Alcalde de Huancayo
En las elecciones municipales de 1989, Morales postuló como alcalde de Huancayo por el Frente Democrático (coalición entre el Movimiento Libertad, el Partido Popular Cristiano y Acción Popular). Resultó elegido como alcalde de la provincia de Huancayo para el periodo 1989-1993. Fue reelegido en el cargo para un segundo mandato municipal en las elecciones municipales de 1993.  
Postuló luego al Congreso de la República en 1995 sin éxito nuevamente y luego en las elecciones municipales del mismo año, Morales si obtuvo éxito en su segunda reelección como alcalde para el periodo 1995-1998. De esa manera sumó tres periodos consecutivos convirtiéndose en el alcalde huancaíno que más procesos electorales ha ganado y el que mayor tiempo gobernó de forma consecutiva. Además, en su condicíon de alcalde provincial fue presidente del Directorio de la Empresa de Servicios de Agua Potable y Alcantarillado Municipal de Huancayo (SEDAM –Huancayo) entre 1992 y 1998.  
Para las elecciones presidenciales del año 2000, Morales fue incluido como candidato a la segunda vicepresidencia en las plancha presidencial de Víctor Andrés García Belaúnde por Acción Popular. Sin embargo quedaron en 5.º lugar de las elecciones tras el fraude electoral que dio como ganador a Alberto Fujimori por tercera vez.

### Congresista
En las mismas elecciones, Morales postuló por tercera vez al Congreso de la República por Acción Popular y resultó elegido, con 29,355 votos, para el periodo parlamentario 2000-2005.
Participó en la Marcha de los Cuatro Suyos encabezada por Alejandro Toledo contra la dictadura de Fujimori. Luego, ante la difusión de los Vladivideos y luego la renuncia por fax de Alberto Fujimori a la presidencia de la república desde Japón, su cargo congresal fue reducido hasta julio del 2001 tras la convocatoria a elecciones generales. Morales postuló a la reelección y fue reelegido, con 47,346 votos, para el periodo 2001-2006.
Durante su labor parlamentaria, presidió la "Mega" Comisión Investigadora de la utilización de los recursos de la privatización y otros ingresos del Estado, gastados al amparo de Decretos de Urgencia con carácter de secretos desde agosto de 1990 a julio del 2000. En 2003, Morales fue elegido como segundo vicepresidente del Congreso bajo la presidencia de Henry Pease. También fue el primer presidente de la Comisión de Defensa del Consumidor del Congreso. 
Intentó ser reelegido por segunda vez en las elecciones parlamentarias del 2006 por el Frente de Centro liderado por Valentín Paniagua, sin embargo, no resultó reelegido. De igual manera en las elecciones del 2011 por la Alianza Electoral Perú Posible ni en las elecciones del 2016.
En el 2007, asume el cargo de Gerente General de la Asociación de Municipalidades del Perú (AMPE) hasta el 2014.
Volvió a participar, siempre por Acción Popular, como candidato a la alcaldía de Huancayo en las elecciones de 2010 y en las elecciones del 2014 sin éxito.
En la actualidad se desempeña como consultor en temas de Descentralización y gobernabilidad de gobiernos regionales y locales. Morales mostró su apoyo al gobierno del expresidente Manuel Merino. Postuló nuevamente al Congreso de la República en las elecciones parlamentarias del 2021, quedando como accesitario de Ilich López.